# 玻利瓦爾鎮區 (阿肯色州波因塞特縣)
玻利瓦爾鎮區（英語：Bolivar Township）是位於美國阿肯色州波因塞特縣的一個行政鎮區。

## 地方資料
玻利瓦爾鎮區的面積為186.98平方千米，當中陸地面積為184.84平方千米，而水域面積為2.14平方千米。根據2010年美國人口普查的數據，當地共有人口4465人，而人口密度為每平方千米23.88人。